# Уоррен, Роберт Пенн
Ро́берт Пенн Уо́ррен (англ. Robert Penn Warren; 24 апреля 1905, Гутри, Кентукки, США — 15 сентября 1989, Страттон, Вермонт, США) — американский поэт, писатель, литературный критик.

## Биография

### Образование и преподавательская карьера
Окончил в 1925 году Университет Вандербильта (бакалавр, с отличием) и в 1926 году Калифорнийский университет в Беркли (магистр). Продолжил обучение в аспирантуре Йельского университета в 1927—1928 годах. Как стипендиат Родса обучался в Оксфордском университете в 1930 году. По стипендии Гуггенхайма учился в Италии. В это же время вышел в свет его первый поэтический сборник.
Педагогическую деятельность начал в Юго-Западном колледже (теперь Phodes-колледж) (Мемфис, штат Теннеси), преподавал в Университете штата Луизиана в Батон-Руже в 1933—1942 годах.
В 1957 ему присуждены Национальная книжная и Пулитцеровская премии за книгу стихов «Обещания» (Promises). В последующих книгах, таких как «Иначе говоря» (Or Else, 1974), «Пока ещё здесь: стихи 1977—1980» (Being Here: Poetry 1977—1980, 1980), «Подтверждение слухов: стихи 1979—1980» (Rumor Verified: Poems 1979—1980, 1981), «Новые и избранные стихотворения 1923—1985» (New and Selected Poems 1923—1985, 1985) личность представляется в сложной взаимосвязи с историческим временем. Вершиной его творчества является роман «Вся королевская рать» (All the King’s Men, 1946) — впечатляющее исследование карьеры демагога-южанина, прототипом которого считается губернатор Луизианы Хьюи Лонг. Роман удостоен Пулитцеровской премии 1947 года.
Уоррен испытал себя и в литературной критике. Написав в соавторстве с К. Бруксом такие классические образцы т. н. «новой критики» как «Как понимать поэзию» (Understanding Poetry, 1938) и «Как понимать прозу» (Understanding Fiction, 1943). В «Наследии гражданской войны» (Legacy of the Civil War, 1961) Уоррен особенно ярко высказался как публицист, где подверг беспощадному анализу современные представления об «алиби» южан и «добродетельности» северян. «Демократия и поэзия» (Democracy and Poetry, 1975) отражает разочарование в современной культуре и предлагает в качестве альтернативы поэзию. Среди многочисленных знаков признания заслуг Уоррена — пост консультанта по поэзии в Библиотеке Конгресса (1944) и Боллингеновская премия (1967). В 1986 он стал первым поэтом-лауреатом США. В 1987 году удостоен Национальной медали США в области искусств. Умер Уоррен в Страттоне (штат Вермонт) 15 сентября 1989.

## Творчество
Дважды лауреат Пулитцеровской премии (за поэзию).
- Наиболее известное произведение — роман «Вся королевская рать» («All the King's Men», 1946, Пулитцеровская премия за художественную прозу 1947 года), неоднократно экранизированный в США и СССР
- «Место, куда я вернусь» («A Place to Come to»)
- «Приди в зелёный дол» («Meet Me in Green Glen»)
- «Ежевичная зима»
- «Дебри»
- «Потоп»
- «Цирк на чердаке»
- «Воинство ангелов»